# 第4回NFLオナーズ
第4回NFLオナーズは、NFLの2014年シーズンについて行われた授賞式。2014年シーズンのチャンピオンを決定する第49回スーパーボウルの前日の2015年1月31日にスーパーボウル開催地のアリゾナ州フェニックスで開催された。

## 受賞者一覧
| 賞                                            | 受賞者                     | POS | チーム                             |
| --------------------------------------------- | -------------------------- | --- | ---------------------------------- |
| AP通信MVP                                     | アーロン・ロジャース       | QB  | グリーンベイ・パッカーズ           |
| AP通信最優秀コーチ賞                          | ブルース・エリアンス       | HC  | アリゾナ・カージナルス             |
| AP通信最優秀アシスタントコーチ賞              | トッド・ボウルズ           | DC  | アリゾナ・カージナルス             |
| AP通信最優秀攻撃選手賞                        | デマルコ・マレー           | RB  | ダラス・カウボーイズ               |
| AP通信最優秀守備選手賞                        | J・J・ワット               | DE  | ヒューストン・テキサンズ           |
| ペプシ最優秀新人賞                            | テディ・ブリッジウォーター | QB  | ミネソタ・バイキングス             |
| AP通信最優秀新人攻撃選手賞                    | オデル・ベッカム           | WR  | ニューヨーク・ジャイアンツ         |
| AP通信最優秀新人守備選手賞                    | アーロン・ドナルド         | DE  | ロサンゼルス・ラムズ               |
| AP通信カムバック賞                            | ロブ・グロンコウスキー     | TE  | ニューイングランド・ペイトリオッツ |
| NFL.com最優秀ファンタジー選手                 | レビオン・ベル             | RB  | ピッツバーグ・スティーラーズ       |
| ドン・シュラ最優秀高校コーチ賞                | ブルース・ラーソン         | HC  | サマセット高校（ウィスコンシン州） |
| ウォルター・ペイトンNFLマン・オブ・ザ・イヤー | トーマス・デービス・シニア | LB  | カロライナ・パンサーズ             |
| FedExエアプレーヤー賞                         | アーロン・ロジャース       | QB  | グリーンベイ・パッカーズ           |
| FedExグランドプレーヤー賞                     | レビオン・ベル             | RB  | ピッツバーグ・スティーラーズ       |
| ブリヂストン最優秀プレー賞                    | オデル・ベッカム           | WR  | ニューヨーク・ジャイアンツ         |
| ロードゲーム最優秀選手賞                      | トニー・ロモ               | QB  | ダラス・カウボーイズ               |
| サルートトゥサービス賞                        | ジャレッド・アレン         | DE  | シカゴ・ベアーズ                   |
| ディーコン・ジョーンズ賞                      | ジャスティン・ヒューストン | OLB | カンザスシティ・チーフス           |
| アート・ルーニー賞                            | ラリー・フィッツジェラルド | WR  | アリゾナ・カージナルス             |